# Tour de Flandes 2003
L'edició del 2003 de la clàssica ciclista Tour de Flandes es disputà el 6 d'abril del 2003. El belga Peter Van Petegem va endur-se l'esprint per la victòria davant el seu compatriota Frank Vandenbroucke.

## Classificació General
|    | Ciclista            | Equip                 | Temps     |
| -- | ------------------- | --------------------- | --------- |
| 1  | Peter Van Petegem   | Lotto-Domo            | 6h 18'48" |
| 2  | Frank Vandenbroucke | Quick Step-Davitamon  | + 2"      |
| 3  | Stuart O'Grady      | Crédit Agricole       | + 19"     |
| 4  | Fabio Baldato       | Alessio               | m. t.     |
| 5  | Nico Mattan         | Cofidis               | m. t.     |
| 6  | Frédéric Guesdon    | FDJeux.com            | m. t.     |
| 7  | Sergei Ivanov       | Fassa Bortolo         | m. t.     |
| 8  | Viatxeslav Iekímov  | US Postal             | m. t.     |
| 9  | Michael Boogerd     | Rabobank              | m. t.     |
| 10 | Dave Bruylandts     | Marlux-Wincor Nixdorf | m. t.     |